# Tōdaiji fujumonkō
Le Tōdaiji fujumonkō (東大寺諷誦文稿, Manuscrit des prières du temple bouddhiste Tōdai) est un texte bouddhique du début du IXe siècle. Il est surtout connu pour être une précieuse source d'information de linguistique comparée sur la langue japonaise et aussi sur l'histoire du bouddhisme,.

## Manuscrit
Le Tōdaiji fujumonkō est composé approximativement entre 796-830. Il comprend un volume. Le compilateur est inconnu mais il est possible qu'il s'agisse d'un prêtre appartenant à l'école Hossō-shū. Le manuscrit original ne comporte pas de titre, il lui en a été ajouté un ultérieurement,.
Le manuscrit a été désigné comme trésor national en 1938, mais retiré à cause de sa destruction en 1945 dans les incendies résultant de la Seconde Guerre mondiale. Il n'en reste que des reproductions.

## Contenu
Le texte comporte 396 lignes. C'est avant tout une collection de prières recueillies à des services commémoratifs bouddhistes,.

## Linguistique
Tōdaiji fujumonkō est avant tout important comme source d'information sur le japonais ancien. C'est le plus ancien exemple de texte écrit en kanjis avec des annotations en katakanas. Par ailleurs, il montre beaucoup d'éléments de grammaire et de vocabulaire de l'ancien japonais, comme il maintient la distinction phonétique Jōdai Tokushu Kanazukai (en) entre /ko1/ et /ko2/. Il rend compte également de plusieurs dialectes japonais (en),,.